# Martina Potrč
Martina Potrč (* 6. November 1991 in Ptuj) ist eine slowenische Fußballspielerin.

## Karriere

### Verein
Potrč startete ihre Karriere 2003 beim ŽNK Ljudski vrt Ptuj, wo sie in der Saison 2006/07 ihr Seniordebüt feierte. Mit Beginn der Saison 2008/09 wechselte sie in die Seniorenmannschaft des ŽNK HV TOUR Slovenj Gradec und spielte ihr Debüt am 24. August gegen den ŽNK Pomurje Beltinci. Nach zwei Jahren in der ersten Mannschaft von Slovenj Gradec, wechselte sie im Juni 2010 zum Ligarivalen ŽNK Dornava. Dort entwickelte sich Potrč zur A-Nationalspielerin und spielte in den nächsten drei Jahren in 47 Spielen und erzielte dabei zwölf Tore. Mit Start der Saison 2013/14 verließ sie Dornava und ging zum ŽNK Maribor, wo sie in acht Spielen, vier Tore erzielte. Bevor sie im Januar 2014 gemeinsam mit Landsfrau Katja Nežmah nach Österreich zum LUV Graz wechselte. Im Sommer 2014 fusionierte der 1. DFC Leoben mit dem LUV Graz und sie schloss sich dem Nachfolgerverein SPG LUV Graz/DFC Leoben an.

### Nationalmannschaft
Potrč steht seit 2011 in der slowenischen Frauennationalmannschaft.